# Јаломица (река)
Јаломица (рум. râul Ialomița) је река у јужној Румунији. Извире на 2.160 метара надморске висине на планини Бучеги која је део Карпата, тече 417 km и улива се у Дунав. Укупна површина реке 10.350 km². Округ Јаломица је добио име по овој реци.
Горњи ток реке је понекад познат и као Valea Obârșiei или Obârșia Ialomiței.

## Градови поред Јаломице
Следећи градови се налазе дуж реке Јаломице, од извора до ушћа: Мороени, Пиетрошица, Фиени, Пучоаса, Доичешти, Аниноаса, Трговиште, Развад, Комишани, Балени, Финта, Кожаска, Појенариј Буркиј, Фиербинци-Тарг, Дриду, Урзичени, Манасија, Алекени, Јон Роата, Свети Ђорђе, Балачу, Казанешти, Чокина, Андрашешти, Периеци, Слобозија, Косамбешти, Буку, Судици и Цандареј .
Највећи градови дуж Јаломице су Трговиште и Слобозија.

## Језера и бране
- Језеро Скропоза